# 司馬弘之
司马弘之（4世纪—389年），东晋宗室，彭城元王司马植玄孙，彭城康王司马释曾孙，彭城王司马纮之孙，彭城王司馬玄之子。
晋废帝太和二年（367年）十月乙巳，司馬玄去世。司马弘之袭封彭城王（治今江苏省徐州市）。司马弘之在位二十二年，官至散骑常侍，晋孝武帝太元十四年（389年）四月甲辰，彭城王司马弘之去世，子司马邵之嗣位。

## 子
- 司马邵之，子司馬崇之、孙司馬緝之相继为彭城王。